# Рода Антар
Рода Антар (араб. رضا عنتر; нар. 12 вересня 1980, Фрітаун) — ліванський футболіст, півзахисник, що нині грає за китайський клуб «Шаньдун Лунен».
Насамперед відомий виступами за німецькі «Фрайбург» та «Кельн», а також національну збірну Лівану.

## Клубна кар'єра
У дорослому футболі дебютував 1998 року виступами за команду клубу «Тадамон Сур», в якій провів три сезони.
Своєю грою за цю команду привернув увагу представників тренерського штабу клубу «Гамбург», до складу якого приєднався на умовах оренди 2001 року. Відіграв за гамбурзький клуб наступні два сезони своєї ігрової кар'єри. Також грав і за другу команду «Гамбурга».
У 2003 році уклав контракт з клубом «Фрайбург», у складі якого провів наступні чотири роки своєї кар'єри гравця. Більшість часу, проведеного у складі «Фрайбурга», був основним гравцем команди.
З 2007 року два сезони захищав кольори команди клубу «Кельн». Граючи у складі «Кельна» також здебільшого виходив на поле в основному складі команди.
До складу клубу «Шаньдун Лунен» приєднався 2009 року. Наразі встиг відіграти за команду з Цзінаня 92 матчі в національному чемпіонаті.

## Виступи за збірні
Залучався до складу молодіжної збірної Лівану. У 2000 році дебютував в офіційних матчах у складі національної збірної Лівану. Наразі провів у формі головної команди країни 36 матчів, забивши 18 голів.